# Museo Histórico Militar de Figueres
Das Militärgeschichtliche Museum von Figueres  (spanisch Museo Histórico Militar de Figueres) befindet sich innerhalb der Festung San Fernando (spanisch Castillo de San Fernando, katalanisch Castell de Sant Ferran), der aus dem 18. Jahrhundert stammenden Bollwerkfestung nahe der katalanischen Stadt Figueres.

## Geschichte

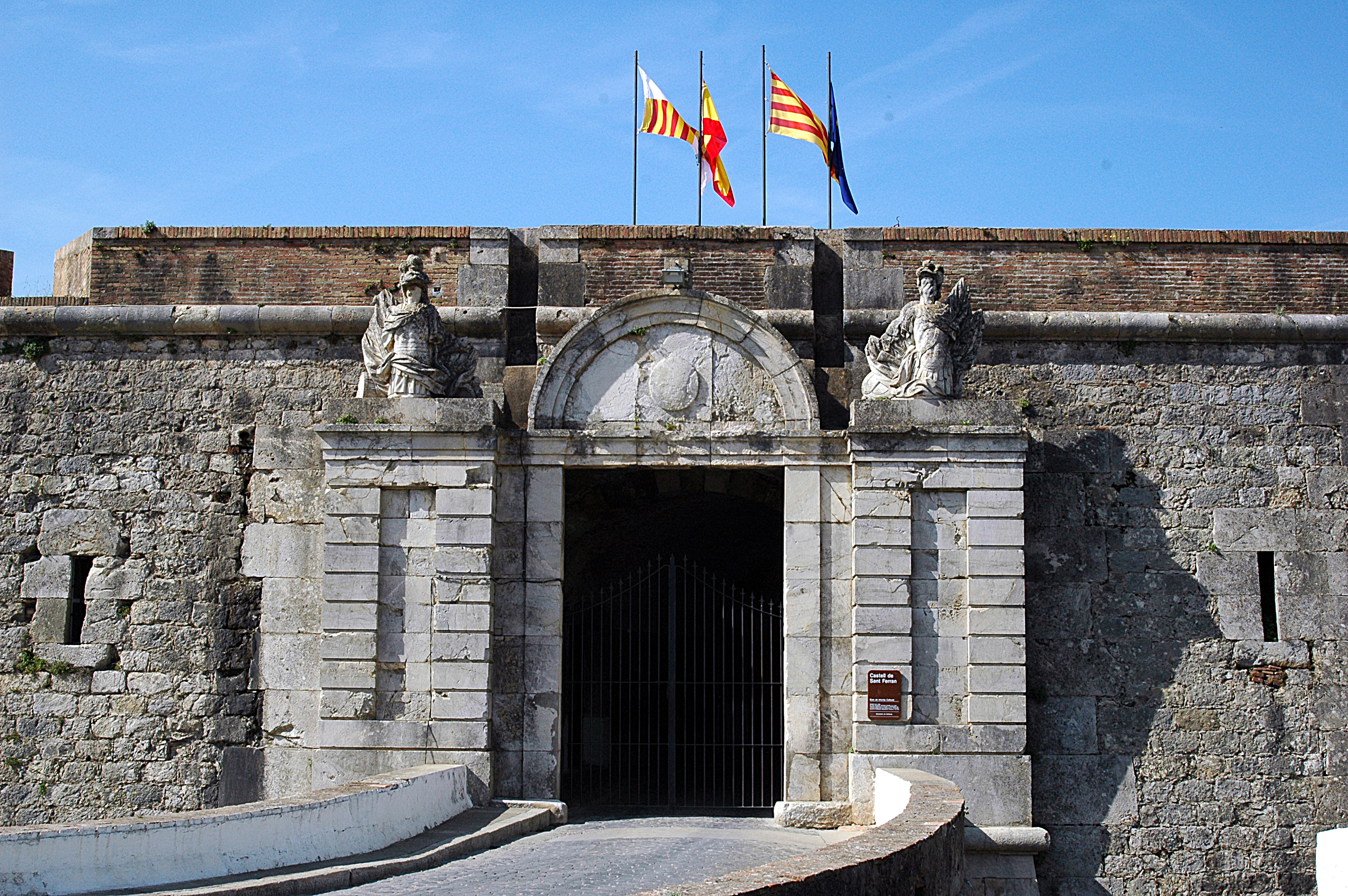
Eingang zum Castell (2005)

Eröffnet wurde das Museum im Januar 2010 in Nachfolge des im Jahr zuvor geschlossenen Militärmuseums im Kastell von Montjuïc (bei Barcelona etwa 120 km südwestlich von Figueres liegend), das seinerseits 1963 gegründet worden war. Das Museum befindet sich im Gebäude des alten Arsenals der Festung San Fernando im Juan-Caballero-Raum.

## Ausstellung
Das Museum präsentiert Waffen, Uniformen, Fahnen, Gemälde, historische Dokumente und andere Exponate. Eine Besonderheit stellt die Llovera-Sammlung dar. Dabei handelt es sich um etwa 11.000 Zinnfiguren, die eine Miniaturszene aus dem frühen 20. Jahrhundert darstellen mit Personen, Vieh, Fahrzeugen und Waffen. Ferner sind Modelle der katalanischen Festungsbauwerke ausgestellt sowie weitere militärische Miniaturen. Dazu gehört die Quintana-Sammlung, die antike Waffen präsentiert.
Das Museum ist montags bis freitags von 10 bis 13 Uhr geöffnet.